# Trematodon schroederi
Trematodon schroederi là một loài rêu trong họ Bruchiaceae. Loài này được Broth. mô tả khoa học đầu tiên năm 1912.